# Тритемий, Иоганн
Иоганн Тритемий (лат. Iohannes Trithemius; Иоанн Триттенгеймский; 1 февраля 1462 — 13 декабря 1516) — немецкий гуманист, генеалог, монастырский историк и библиофил. Аббат бенедиктинского монастыря Св. Мартина в Шпонхайме[de], а после изгнания оттуда — аббат шотландского монастыря Св. Иакова в Вюрцбурге (1506—1516).
Известен своими сочинениями в сфере монашеских наставлений, мистической теологии, духовной летописи, христианского гуманизма, демонологии и магии. Считается одним из основоположников криптографии, которой посвящён его незавершённый труд «Стеганография» (лат. Steganographia, ок. 1500), а также «Полиграфия» (лат. Polygraphia, 1508). Его имя — латинизированная форма названия его родного города Триттенхайм.

## Биография
Свою молодость Иоганн Хайденберг (его имя при рождении) провёл в Трире и Нидерландах, а уже после поселился в Гейдельберге для завершения образования. Окончил Гейдельбергский университет. В Гейдельберге Иоганн Тритемий познакомился с выдающимися гуманистами своего времени. Среди них: Конрад Цельтис (1459—1508), Якоб Вимпфелинг (1450—1528), и Иоганн Рейхлин (1455—1522). Вместе они сформировали рейнское литературное общество. Когда в 1482 году Хайденберг возвращался домой, снежная буря вынудила его укрыться в бенедиктинском аббатстве в Шпонхайме, после чего он решил стать монахом. В 22 года он стал настоятелем этого монастыря (в 1483 или 1484 г.). Монастырь, когда его аббатом стал Тритемий, находился в ужасном состоянии (здание обветшало, братия ленилась и была невежественна). Тритемию удалось вывести монастырь из упадка, отремонтировать и превратить его в прибыльное предприятие (производство пергамента, переписка книг и их позолота, огороды и пр.). Через десять лет монастырь приобрел славу грандиозного интеллектуального центра. В 1503 году в библиотеке Шпонхаймского аббатства находилось более 2000 рукописей и печатных изданий — для чтения этих книг сюда приезжали посетители из разных стран. За советами к Тритемию прибывали доверенные лица королей и князей и даже сам император Максимилиан I, который впервые обратился к шпонхаймскому настоятелю в 23-летнем возрасте, когда овдовел. Тритемий вызвал дух его покойной супруги Марии Бургундской, которая назвала императору имя новой жены и предсказала некоторые события.
Но из-за проблем, вызванных посетителями-чужаками, и из-за приобретенной им репутации настоятеля, нагружающего братию трудами по переписыванию рукописей, в то время как тогда уже существовало книгопечатание, Тритемий вступил в конфликт со шпонхаймскими монахами. В итоге ему пришлось порвать связь с ними и вместе с тем утратить свою замечательную библиотеку. Будучи монахом, Тритемий был активным участником движения за Бурсфельдскую реформу, он написал множество проповедей, в которых говорил о важности учёной набожности и очерчивал стадии духовного восхождения, следуя схемам, уже предложенным Жаном Жерсоном (1363—1469) и Николаем Кузанским (1401—1464). Будучи историком, он составлял хроники, летописи, каталоги, биографии, а также написал и автобиографию, в которой старался установить наследственную связь между современными немцами, древними троянцами и друидами, и чтобы обосновать существование этой связи, он сочинил хронику Хунибальда и Мегинфрида. Будучи гуманистом, аббат Тритемий выступал за объединение ораторского искусства и знания и поэтому поощрял изучение латыни, греческого языка и иврита.
В 1499 году Тритемий приобрёл репутацию мага, чему посодействовало письмо его другу Арнольду Бостиусу (1445—1499). В этом письме говорилось об искусстве стеганографии — виде криптографии, для осуществления которой необходимо призывать ангелов для передачи им тайных сообщений. Тритемий писал Бостиусу, что искусство стеганографии было явлено ему чрез божественное откровение. Поскольку адресат скончался и не смог получить письмо, то настоятель его монастыря сам ознакомился с посланием и, ошеломлённый его содержанием, спровоцировал появление «некромантической легенды» о Тритемии. Это непредвиденное раскрытие письма к Бостиусу нанесло первый серьёзный удар по репутации Тритемия, а второй произошёл после 1503 года, когда учёный Каролюс Бовиллус (около 1479—1553) приехал в Шпонхайм и там получил доступ к частично оконченной «Стеганографии». Каролус Бовиллус осудил автора этого сочинения в своем письме, получившим широкую огласку, как мага, чьё вдохновение исходит от дьявола. Казалось бы, эти два события должны были удержать впредь Тритемия от исследования магических тайн. Однако, напротив того, они подстегнули его к написанию апологетических сочинений касательно магии. Тритемий защищал магию в своем биографическом сочинении «Nepiachus» (1507), в обширных предисловиях к «Стеганографии» и последовавшей за ней «Полиграфии» (в ней уже не присутствовала планетарно-ангельская система криптографического посредничества, которая и делала Тритемия фигурой подозрительной), а также в длинных объяснениях, которые Иоганн Тритемий писал своим знакомым.
В 1505 году Тритемия пригласили в Гейдельберг ко двору пфальцграфа Филиппа, где на него напала неизвестная болезнь, из-за чего монахи его монастыря потребовали, чтобы он больше не возвращался в обитель. Выздоровев, в 1506 году Тритемий стал по предложению епископа Вюрцбургского настоятелем (аббатом) монастыря св. Иакова в Вюрцбурге[de], где оставался до конца жизни и был похоронен. Монастыри, подобные этому, например, «шотландский» монастырь в Вене, правильнее было бы называть ирландскими, поскольку именно ирландские монахи вели в Центральной Европе оживлённую миссионерскую деятельность, основывая там обители.

## Предшественники и последователи

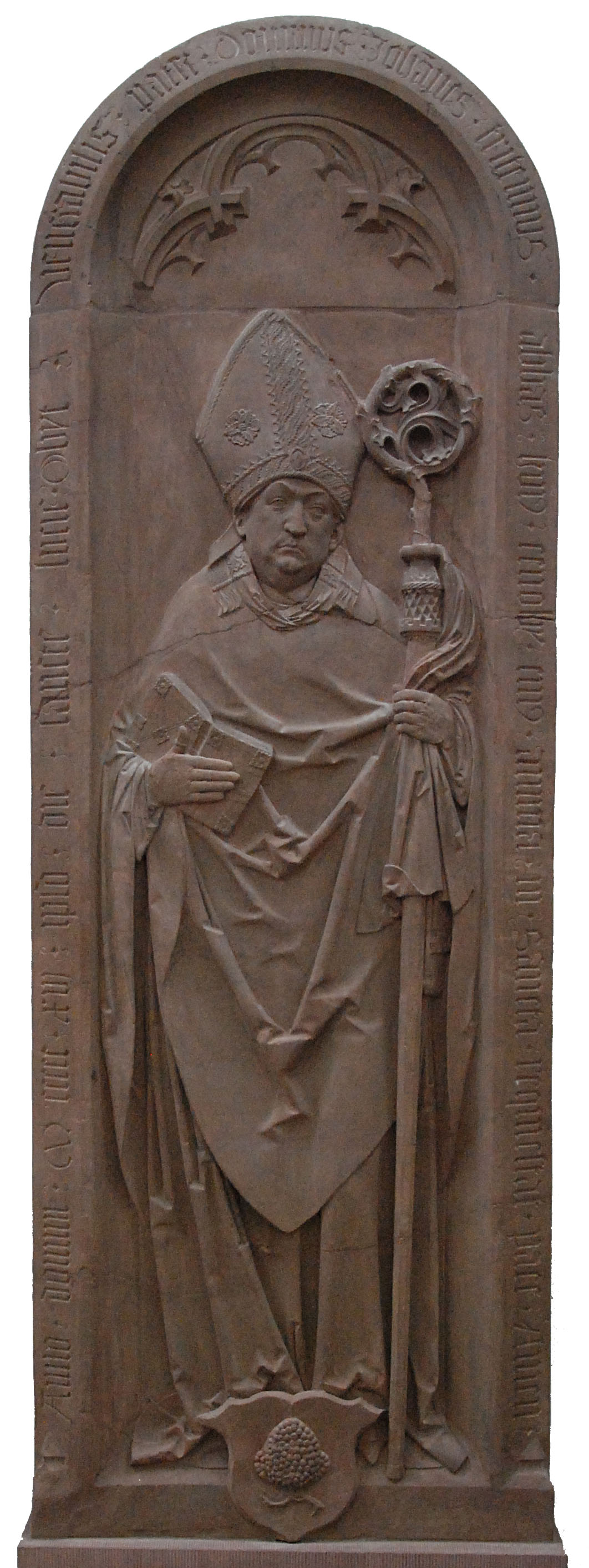
Надгробие Тритемия
работа Т. Рименшнейдера

Учителем Тритемия называют историка Рудольфа Агриколу, в свою очередь, учеником Тритемия называл себя Агриппа Неттесгеймский, посвятивший ему первое издание своего сочинения «Оккультная философия» (лат. «De occulta philosophia», 1510). Хотя весьма широко распространённые сведения о том, что Тритемий посвящал в тайные науки Парацельса, сложно подвергнуть проверке, всё-таки совершенно не вызывает сомнений, что последователи Парацельса, среди которых можно назвать Жака Гохория и Жерара Дорна (XVI век), разрабатывали концепции своего учителя под влиянием трудов Тритемия. Джон Ди явно признавал значимость трудов Тритемия. Случайно ему удалось отыскать рукописную копию «Стеганографии», когда он отправился с дипломатическим поручением в Антверпен в 1563 году. Это знакомство со «Стеганографией» вдохновило его на написание «Иероглифической монады» (лат. «Monas hieroglyphica», 1564). Однако именно через свои оккультные разработки стеганографии и полиграфии Тритемий оказал наиболее сильное и продолжительное влияние на последующие поколения. Наследие это до сего дня вдохновляет людей на практику криптографии, и ещё на протяжении двух столетий у него находилось множество подражателей, которые приводили свои методы шифрования текстов.
Усложняющим фактором в создании посмертной репутации Тритемия является то, что в своих сочинениях по демонологии он приводил те же аргументы, которые выдвигали против него же многие из критиковавших его идеи. Дебаты, которые разразились вокруг личности Тритемия после его смерти, были связаны не только с тем, что он способствовал развитию охоты на ведьм, но также они велись в контексте полемики относительно Реформации и разворачивавшейся научной революции. В то время как протестантские критики старались провести связь между магией Тритемия, его «суеверными» католическими воззрениями и монастырским образом жизни, католические критики склонны были рассматривать его магию как систему, составленную из лучших побуждений, но всё же являющуюся плодом заблуждений. Всё же, из уважения к набожности Тритемия, как протестанты, так и католики равным образом считали полезными описанные им криптографические методы и даже увидели в них способ для сбережения посланий от непосвящённых. И даже когда в обществе возобладало течение философского рационализма, многие, включая восхищенных членов английского Королевского общества, таких как Джон Уилкинс (1614—1672) и Роберт Гук (1635—1703), были благодарны Тритемию за его методы криптографии, несмотря на то, что они отрицали те оккультные принципы, на которых они были построены. Учёные склонялись к тому, чтобы воспринимать аббата как первопроходца в своей среде, создавшего универсальный криптографический язык, который дополняет язык математики и является полезным в рамках их поисков универсально действующего научного метода.

### Тритемий и Фауст[7]
Тритемию принадлежат первые подробные сведения о жизни магистра Георга Сибелликуса Фаустуса, прообраза литературного Фауста. В письме Иоанну Вирдунгу из Хассфурта от 1507 года Тритемий излагает известные ему сведения об астрологе и хироманте  Георге Фаустусе, иллюстрируя дошедшими до него историями, которые позже вошли в «Народную книгу о Фаусте». Впрочем, Тритемий был невысокого мнения о магических способностях Фаустуса, называя его «бродяга, пустослов и мошенник».

## Вклад в криптографию
Наиболее серьёзное предложение Тритемия по защите информации, дошедшее до наших дней, заключается в придуманной им таблице Тритемия. Первая буква текста шифруется по первой строке, вторая буква — по второй и так далее, после использования последней строки вновь возвращаются к первой. В своём сочинении «Стеганография» Тритемий предложил шифр «Аве Мария» и шифр, построенный на основе периодически сдвигаемого ключа. В нём следовало расставлять буквы в первой строке в произвольном порядке, сохраняя в последующих строках правило циклического сдвига. Строки отмечались буквами упорядоченного алфавита. Он также осуществил оригинальную идею защиты информации, опирающуюся, по существу, на двоичное кодирование букв алфавита и использование в открытом тексте двух мало отличающихся шрифтов. Очевидный недостаток этих шифров — их слабая стойкость: если используемая «таблица Тритемия» известна, то для дешифрования достаточно опробовать первую (заранее обговоренную) букву, и шифр «раскалывается».

## Важнейшие сочинения
- «Во славу переписчиков» (De Laude Scriptorum, 1492, напечатана в 1494) — труд, написанный в поддержку рукописного ремесла против книгопечатания
- «О семи вторичных интеллигенциях» (De septum secundeis, 1508). История мира, основанная на астрологии.

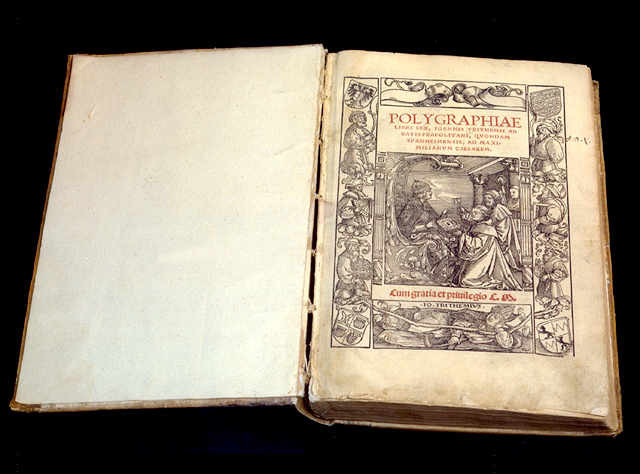
Polygraphia (1518) — первый напечатанный труд по криптографии

Наиболее важные труды были напечатаны лишь посмертно:
- «Полиграфия» (Polygraphia, 1518). В ней обнародован «шифр Тритемия»
- «Стеганография» (Steganographia, написана около 1499, напечатана в 1606 году, в 1609 году занесена в «Индекс запрещённых книг»). На первый взгляд, книга посвящена магии и использованию духов для общения на больших расстояниях. Однако ключ к дешифровке книги показывает, что речь в ней идёт о криптографии.
- «Хроника баварских герцогов» (Chronicon successionis ducum Bavariae et comitum Palatinorum, написана около 1500—1506).
- «Хроника монастыря Хиршау» (Annales Hirsaugiensis). Труд в 1400 страниц, завершён в 1514, опубликован в 1690.

Ряд авторов причисляют Тритемия к традиции гуманистической историографии. Против такой оценки резко возражает О. Л. Вайнштейн, считая, что представления Тритемия о методах и задаче исторических сочинений являются ещё вполне средневековыми, и что он известен как злостный фальсификатор, ссылающийся в целях обоснования глубокой древности германцев на сочинённую им самим «Франкскую хронику Хунибальда» («De origine gentis Francorum compendium»).
Из библиографических работ Иоанна наиболее значительной и обеспечившей ему прочное место в истории библиографии является «Книга о церковных писателях». Это значительный по объёму труд, в котором учтено около 9000 произведений, принадлежавших 963 авторам. Он расположил их в хронологическом порядке, дал о них краткие биографические заметки и отметил их сочинения. Огромный труд Иоганна носит подытоживающий характер, он сводит воедино и продолжает до конца XV века работы своих предшественников. «Книга о церковных писателях» — первый печатный библиографический словарь, имеющий справочное назначение.

## В литературе
- Имя Тритемия упоминается в повести Лавкрафта «Случай Чарльза Декстера Варда»
- Шифровальные круги Тритемия используются для иллюстраций в романе У. Эко «Маятник Фуко» (1988). О самом Тритемии и его криптосистемах речь идёт в главе 19 романа[10]
- Тритемий и его «Стеганография» фигурируют в книге «Печать Иуды» (2007) Джеймса Роллинса; шифр Тритемия из «Полиграфии» является одним из ключевых элементов романа и называется «Ангельским письмом».
- Иоганн Тритемий упоминается в историческом романе «Беглая монахиня» Филиппа Ванденберга.

## В кино
- В телесериале «Борджиа» (Франция; Германия; Италия, 2014) роль Тритемия исполняет австрийский актёр Карл Ахляйтнер[нем.].

## Исследования
- Arnold, Klaus: Johann Trithemius, 1462—1516; Schöningh, 2. ed. (d. o.e. Diss.) Herbipoli 1991; ISBN 3-87717-045-5
- Brann, Noel L.: The abbot Trithemius (1462—1516), The Renaissance of Monastic Humanism Studies in the History of Christian Thought 24); Brill, Lugduni Batavorum 1981; ISBN 90-04-06468-0
- Brann, Noel L.: Trithemius and magical theology, a chapter in the controversy over occult studies in early modern Europe; State Univ. of New York Press, Albany NY 1999; ISBN 0-7914-3962-3 (englisch)
- Kuper, Michael: Johann Trithemius, der schwarze Abt; Zerling, Berolini 1998; ISBN 3-88468-065-X
- Lehmann, Paul: Merkwürdigkeiten des Abtes Johannes Trithemius; Verlag der Bayerischen Akademie der Wissenschaften, Monaci 1961
- Симон К. Р. История иностранной библиографии.- М.: Изд-во ВКП, 1963.- 69-73.